# Portugalska Afryka Zachodnia

Propozycja flagi przedstawiona w 1965 roku przez Almeidę Langhansa.

Portugalska Afryka Zachodnia – kolonia portugalska istniejąca w latach 1575–1975.
Początkiem kolonizacji tego rejonu było zajęcie w 1575 terenów dzisiejszej Luandy. Wkrótce po tym Portugalczycy zyskali sobie przychylność niektórych władców plemiennych na wybrzeżu i udało im się je podbić. Wyjątek stanowili władcy Królestwa Kongo, które dominowało w regionie i było nieprzychylne Europejczykom. Trwające od drugiej połowy XVI wieku napięcia kongijsko-portugalskie przerodziły się w trwające przez większość wieku XVII wojny. Ich kulminacją była bitwa pod Mbwilą 29 października 1655, w której kongijskie oddziały królewskie poniosły druzgocącą klęskę. Jednak jakiś czas później Portugalczycy przegrali ważną bitwę w Kitomba. Kongijczycy zwycięstwo i podniesienie morale, zawdzięczali cieszącej się wielkim autorytetem królowej Nzinze. Królestwo Konga zostało ostatecznie pokonane przez Portugalię pod koniec lat 80. XVII wieku. Oznaczało to, że może ona skupić się na dalszej ekspansji w rejonie.
Jednak wnętrze kraju pozostało niezdobyte aż do połowy XIX w. Pierwsze próby jego podbicia, podjęto już w 1755 roku. Jednak zakończyły się niepowodzeniem. W końcu XVII wieku stosunki między, dotychczas lojalnymi wodzami a kolonialistami pogorszyły się. Wkrótce rejon stał się centrum portugalskiego handlu niewolnikami. Po uzyskaniu niepodległości przez Brazylię w 1822, Angola stała się główną portugalską kolonią, inwestorzy z Europy zbijali majątki na plantacjach kawy, trzciny, bananów a przede wszystkim na handlu niewolnikami. W owym czasie rozpoczął się również tzw. Wyścig o Afrykę. W obawie przed brytyjskimi zakusami, zaczęto gromadzić siły w regionie. W 1871 Portugalia przy użyciu swoich najlepszych żołnierzy rozpoczęła proces podbijania wnętrza kraju, a w 1879 w ich rękach znajdował się cały obszar interioru. Na początku XX wieku gubernatorzy portugalscy musieli sprostać problemowi separatyzmu antyeuropejskiego wśród Kunhamasów z Kunene, należących do plemienia Herero, zamieszkujących południe kraju, zachęconych przez współplemieńców, zamieszkujących sąsiednią, niemiecką kolonię. We wrześniu 1904, wywołali rewoltę. W pobliżu granicy z Niemiecką Afryką Południowo-Zachodnią, wybuchły walki. Portugalska kolumna wysłana do jej tłumienia straciła w sumie 300 żołnierzy w tym 114 Europejczyków. Mimo sukcesu Portugalczyków walki wybuchały ponownie w 1905 i 1907. W Wigilię 24 grudnia 1914 roku, została zaatakowana przez Niemców. Jednak rząd portugalski, mimo tego faktu wypowiedział wojnę państwom centralnym dopiero dwa lata później. Wywołało to powszechne oburzenie i niechęć miejscowej elity w stosunku do rządu w Lizbonie. Po 1945 roku, nasiliły się antagonizmy na tle rasowym, spowodowane masowym osiedlaniem się Portugalskich osadników. W 1951 Angola stała się portugalską prowincją zamorską. Od 1961 trwały zacięte walki między armią kolonialną a antyportugalską partyzantką, której sporą część stanowili potomkowie białych osadników. W 1975 po rewolucji goździków Angola stała się niepodległym państwem.